# Club Africain
El Club Africain, también conocido como CA) es un club deportivo tunecino de la ciudad de Túnez. Fue fundado en 1920 y es especialmente conocido por su sección de fútbol, cuyo club juega en la CLP-1.
Es uno de los dos clubes más importantes de la capital de Túnez junto al Espérance Sportive de Tunis, con el que mantiene una intensa rivalidad histórica. El Club Africain ha ganado trece títulos de liga, así como trece Copas del Presidente de Túnez y tres Supercopas tunecinas. A nivel internacional el club cuenta con una Copa Africana de Clubes Campeones, una Copa Afroasiática de clubes, dos Copas de Campeones del norte de África, tres Copas del Magreb y una Recopa del Magreb.

## Historia

### Fundación y primeros años

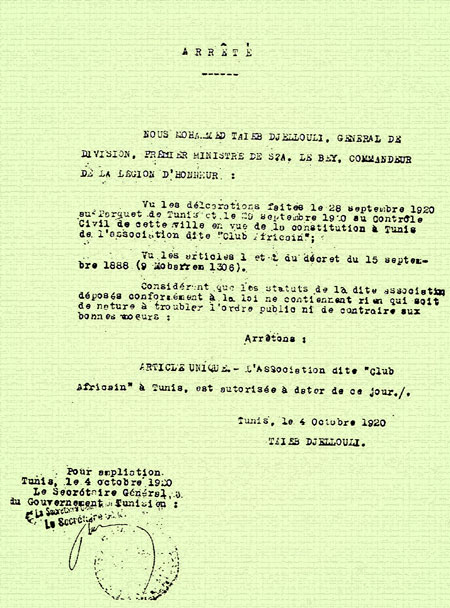
Documento que daba validez a la fundación del Club Africain, el 4 de octubre de 1920.

El Club Africain iba a ser fundado en 1919, pero el proceso se retrasó al comienzo por la cuestión del nombre (Club Islamique Africain, Club Islámico de África). De hecho, este nombre había sido cuestionado por las autoridades del protectorado francés, porque en ese momento, el club tunecino tenía derecho a existir con el permiso de las autoridades francesas y no fue hasta el 4 de octubre de 1920 que el club fue autorizado oficialmente para continuar con el proceso de fundación.
El Club Africain, como alegan algunos de sus fundadores, era una extensión natural del Stade Africain (club fundado en 1915 y disuelto en 1918) que conserva el color, espíritu, una parte del nombre y un núcleo de jugadores (especialmente Mohamed Soudani). Este último fue también el presidente de la reunión inaugural del club que se celebró en un café de Bab Jedid. La primera sede del club es el Essoufi Makhzen (depósito de lana), que se encuentra en el distrito de El Morkadh.
Desde su introducción, la solicitud de autorización estuvo sujeta a un chantaje en el que, para la aprobación de la misma, se debían respetar tres condiciones: el nombramiento como jefe de ventas de un presidente de nacionalidad francesa; cambiar los colores elegidos —rojo y blanco—, lo que obligó al club a jugar su primera temporada con uniforme azul; y renunciar al emblema nacional (la media luna y la estrella).
Lo que se trató, pues, fue forzar a los socios del club a mantenerse alejados de cualquier referencia a la bandera nacional y su base mientras alienaban su identidad. Los términos de este compromiso fueron rechazados categóricamente, especialmente el primer punto. Finalmente las autoridades de la época aceptaron que el primer presidente del Club Africain fuese un tunecino, así como lucir el escudo nacional, que ahora adorna la camiseta del club. Los padres fundadores del club, mucho más intransigentes, crearon una primera junta directiva completa presidida por el tunecino Bachir Mustapha Ben.

### Resistencia y primeros títulos (1920-1960)

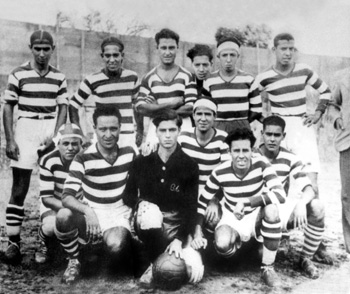
Equipo de la temporada 1934-35.

A pesar de los difíciles comienzos, el club utilizó el espíritu del deporte y la juventud en una perspectiva anticolonial. Durante este período, y a pesar de sus modestas capacidades y limitaciones de su entorno, continuó su desarrollo al tiempo que contribuía al afianzamiento de la Cultura Nacional al crear la Rachidia y la formación del Teatro tunecino, el club tiene su propio teatro en la década de 1930 para la organización de la primera de las manifestaciones culturales y artísticas. También concedió la entrada libre para apuntar a las mujeres en la década de 1930.
El club fue también resistente a algunas tendencias de acaparamiento, como el intento fallido de Habib Bourguiba, en 1934, se fusionan con IS. El club ingresó en la primera división en 1937, donde continúa desarrollándose sin problemas.
El Club Africain ganó su primer campeonato en la temporada 1946-47. En la última jornada del campeonato, el 11 de mayo de 1947, jugó contra su rival, el Espérance Sportive de Tunis, que acabó en empate sin goles, pero suficiente para que el Club Africain ganase el título. La siguiente temporada, el club revalidó su segundo campeonato, esta vez contra el Étoile du Sahel. El club también participó en las ediciones africanas de la Copa de Campeones de África del Norte, pero no fue capaz de ganar a la competencia de los grandes clubes de Argelia y Marruecos en ese momento.
Tras el surgimiento del Club Deportivo de Hammam Lif (CSHL), el Club Africain no consiguió ganar el campeonato durante varias temporadas y tuvo que conformarse con papeles secundarios. En 1956, con la independencia del país, el club llegó por primera vez a la final de la Copa de Túnez, pero perdió por 3-1 ante el Stade Tunisien y terminó tercero en el campeonato con ocho puntos del CSHL. La temporada siguiente el club terminó en cuarto lugar en África, con sólo nueve victorias en 22 partidos. La temporada 1957-1958 fue aún peor para el club, que terminó sexto. Esta pérdida de poder empujó a la directiva a contratar al entrenador Fabio Roccheggiani. Esta estrategia a largo plazo permitió a la entidad mejorar gradualmente la situación.

### Edad dorada (1960-1980)
Este es el período durante el cual el Club de África, en una buena racha, la recopilación de la mayor parte de sus trofeos en los planos nacional y regional.
Todo comienza con la conquista del campeonato de la temporada 1963-1964, ganó el primer título después de la independencia, ganó con una plantilla de jugadores jóvenes como Tahar Chaïbi, Mohamed Salah Sassi Jedidi y Sadok. La siguiente temporada, el club solo un segundo lugar en la liga con 55 puntos en el medidor (trece victorias, siete empates y dos derrotas), un punto por detrás del líder, pero guarda su temporada con la cara cortada de Túnez para el futuro La Marsa Sports (ASM), la primera vez.
En 1966-1967, él ganó el campeonato con 58 puntos (quince victorias, seis empates y una derrota), ocho puntos por delante del segundo clasificado, el Etoile du Sahel (ESS), que supera 2-0 en la prórroga de la final de Copa , ganando por primera vez en su historia la doble liga-copa. Esta temporada, sin embargo, se ve ensombrecida por la muerte del entrenador Roccheggiani poco antes del final de la competición. Durante la temporada 1967-1968, el CA ganó la copa contra el Deportivo Sfax Ferrocarriles pero terminó segundo en la liga contra el mismo club. La siguiente temporada, terminó segundo de nuevo - esta vez a cinco puntos en el Sfaxien Sport Club (CSS) - y ganó la copa contra la de Túnez Deportes Hope (EST) se enfrenta por primera vez en la Copa final.
En 1969-1970, la copa fue ganada de nuevo en contra de la ASM, pero el campeonato se pierde en detrimento del TSE. En diciembre de 1970, el club ganó la Copa Africana de los ganadores de la Copa de África del Norte ", convirtiéndose en el primer club tunecino en ganar un título internacional después de haber vencido la primera USM Alger en las semifinales con marcador de 1-0, luego de la ASM en la final por una puntuación de 2-0. Pero terminó segundo en el campeonato a pesar de la defensa que ceder ocho goles y es eliminado por el corte de la primera ronda, poniendo fin a una serie de cuatro Copas consecutivas (récord). En 1971-1972, la entidad emisora vuelve a títulos nacionales, al ganar su sexta Copa de Túnez, tomando así su venganza en contra de la ST, que había vencido en la final de 1956, que terminó subcampeón tres puntos en el SEE.

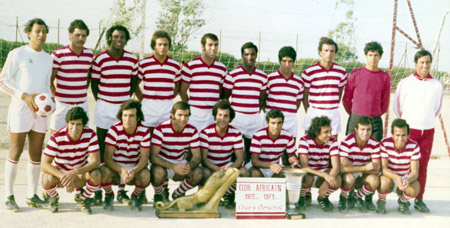
Equipo que consiguió el doblete en 1972-1973.

Con el nombramiento de Jamel Eddine Bouabsa como entrenador, el club ganó su segundo africano duplicó 1972-1973: lo sagrado ante el campeón de la temporada anterior y corte en frente de la ASM. Todavía en la continuidad, CA ganó el campeonato en 1973-1974, pero muy difícil, ya pesar de un ataque que se cumplen cuarenta veces (mejor ataque) y la defensa que encajar tan sólo 18 goles (mejor defensa), ganó en enero de 1974 durante la misma temporada , su primera Copa del norte de África de clubes campeones. Los jugadores debido a Argelia el n Kabylie Deportiva Juvenil al derrotar por 2-0 a Argelia, en honor de su amigo Ezzedine Belhassen, murió en la víspera del partido en su habitación de hotel.
La temporada siguiente, pierden el campeonato a expensas del TSE y la copa a costa de la ESS, pero una vez más ganó la Copa del norte de África de clubes campeones "en septiembre de 1974 en Casablanca, frente a Raja Beni Mellal. Se reeditó el mismo rendimiento que en octubre de 1975 en Túnez, frente al equipo de MC Alger logran vencer en un tiroteo pena de gol (4 -2 para CA), a pesar del claro dominio de los argelinos durante el partido.
El equipo y también el Chabab Belouizdad riadh al número de ediciones ganadas (tres) y se convirtió en el mayor éxito en todo el Magreb. Durante la temporada 1975-1976, el club terminó tercero en la liga, pero ganó su octava Copa en los penaltis, mirando hacia el este, el portero del éxito de CA para detener tres disparos. En 1976-1977, a pesar de un ataque que marcó 41 goles y una defensa que ha encajado solo que veinte (mejor defensa), el Consejo perdió el título a la juventud deportiva Kairouan y no pasó el corte en la semifinal contra el CSS. En 1977-1978, se debe volver a estar satisfecho con el segundo puesto, a cinco puntos de la CSS, pero no vio a cinco de sus jugadores seleccionados en el equipo nacional para la Copa del Mundo 1978 eran Mokhtar Naili, Sassi Sadok, Chebli Kamel, Mohammed Ali Moussa y Nejib Ghommidh. El CA volvió a ganar el título de 1978-1979, la ST terminando un punto por detrás. En 1979-1980, con jugadores tales como clavos, Chebli, Nejib Messaoudi y Moussa, y Andrew Nagy como entrenador, ganó de nuevo el campeonato, esta vez mirando hacia el este, y concediendo solo siete goles en 26 partidos del campeonato (nacional registro). Esta cosecha de títulos se debe principalmente a los jugadores formados en el club y un gran espíritu de solidaridad que une a los jugadores.

### Período de sequía (1981-1989)
Todo comienza con la final de Copa contra Túnez 1979-1980 TSE: Club Africain, aunque después de su campeón favorito, se inclinó por 2-0 y pierde la oportunidad de ganar un tercio del doble. En 1980-1981, primero en el último día, pierde a CSS Sfax, un marcador de 2-1, y se elimina rápidamente en la sección. La temporada siguiente, perdió otro título en la final de la copa frente al Club Athlétique Bizertin (CAB) y terminó segundo en la liga con 58 puntos, seis puntos por detrás del campeón, el IS. En 1982-1983 con Mokhtar Tlili al frente del equipo, el CA termina en un punto de CSS, a pesar de un ataque que marca 52 horas y se elimina por la ASM en las semifinales de la puntuación de corte de 1-0. La temporada siguiente, la Junta hizo una reverencia en el hogar para el campeón del año anterior, en el marcador de 1-0, y terminó cuarto en la liga, empatado a puntos con el SSE y al punto de los dos líderes, ST y la cabina. Durante la temporada 1984-1985, con el regreso de Andrew Nagy como entrenador, el equipo como favoritos, pero los primeros fracasos conducen a conformarse con el segundo lugar detrás de la SI, a pesar de la victoria en el Derby de 5 de mayo de 1985 (5 - 1), que permite a esperar hasta que el título 'al final, pierde la final de la Copa en los penales, en contra de la CSHL.
La temporada siguiente el club terminó tercero en el campeonato africano, hasta el punto de vicecampeón, pero a seis puntos del campeón, ESS, y fue derrotado en los penaltis en la final de la copa por el TSE. En 1986-1987, la CA tiene un desempeño mediocre, terminando campeón cinco puntos (ESS), está siendo eliminado en los penaltis en cuartos de final por el CAB. En 1987-1988, se pierde el campeonato en los últimos diez días, dejándolo deslizarse a través de la IS y el transporte Olympic Club, y pierde una vez más la final de la Copa contra el mismo en los penaltis. La temporada siguiente, pierde la primera Liga Árabe de Campeones (4-2) en los penaltis contra Al Ittifaq Dammam y termina a las trece puntos de la SI en la liga, contra quien perdió en la puntuación final de la Copa de 2-0. Él no va a ganar ningún título en esta década, a pesar de la fuerza de trabajo con los gustos de Hédi Bayari, Abdelli Lassaad y Chebli Kamel.

### Regreso al éxito internacional (1990-1996)
Todo comienza con el campeonato de la temporada 1990, empezó mal desde el principio, hasta el punto de que la diferencia entre el CA y es el alcance trece puntos. El nombramiento de Farid Abbas a la cabeza del club y Faouzi Benzarti como entrenador del primer equipo permite al CA a la cadena de una racha de victorias y ganar el campeonato en la última jornada superando el 1-0 con un gol de ASM de Kais Yaakoubi.
Durante la temporada siguiente, el Club de África pierde la final de la Recopa de africanos contra Nigeria n de los Leones BCC Football Club y está satisfecho con el segundo puesto en la liga, detrás de la IS, a pesar de la victoria por 3-0 en su contra 5 de mayo de 1991. El equipo logró ganar la Copa Africana de Clubes Campeones en la temporada siguiente, el 23 de diciembre de 1991, convirtiéndose en el primer club tunecino para ganar el título. En la liga, durante la penúltima jornada, el Club de África recibe el CAB, el primero en la clasificación con dos puntos de ventaja sobre el CA, el Estadio Olímpico de El Menzah, Adel marca Sellimi el único propósito de la reunión, el {91} {e} minuto de juego, lo que permite al club a ganar el décimo título en la historia del campeonato al terminar en el liderato, con sólo un punto de ventaja sobre el CAB y 17 el campeón defensor, lo es. Se da cuenta de la doble superando el S & T final de la Copa de Túnez, marcando un año para el club desde su victoria en la Copa Africana de Clubes Campeones y la Copa Afroasiática de clubes contra el Al-Hilal Riyadh.
Después de una temporada desastrosa en 1993-1994, Hammouda Ben Ammar tomó el control del club africano durante dos años. Durante este período, el club ganó en 1995 la Recopa Copa árabes en Sousse Estadio Olímpico: el equipo batiendo el SSE en la final (1-0), después de la prórroga y con vistas a Nabil pena Maaloul. El club también ganó el campeonato 1995-1996 con registros: Boubaker Ezzitouna logró mantener su portería a cero en 1.004 minutos, que es entonces un récord nacional. El equipo de encajar un solo gol en la fase de marcha del campeonato y siete durante la temporada, anotando 49 goles en total, el máximo goleador del campeonato, Sami Touati, anotando 17 goles.

### Dominio rival del Espérance (1997-2009)
Mientras que el otro club de la capital, Espérance Sportive de Túnez comenzó su época dorada, el club vive una crisis de diez años, durante el cual ganó la Copa en Túnez (1998 y 2000) y la Liga de Campeones Árabe (1997). Sin embargo, se accede a la final de Copa contra el IS. (1999) y Stade Tunisien (2003), en la final de la Recopa de africanos en 1999 y campeón de la Liga Árabe en 2002 También vio a los entrenadores como presidentes triunfar Parque A.
El presidente del club durante un año, Kamel Idir decidió darle las riendas del equipo en el francés Bertrand Marchand. Bajo su liderazgo, el finalista de los extremos cortados de Túnez nacional subcampeón de la temporada siguiente.
La contratación de Youssef Mouihbi una línea de ataque completo ya dar la bienvenida a sus filas Zouheir Dhaouadi y Pokong Moussa. Abdelhak Benchikha entonces aboga por una táctica 4-3-3. En última instancia, los jugadores tales como Lassaad Ouertani, Aouadhi Karim y Alexis Enam Mendamo resultar importante para el club, formando un trío complementario. Wissem Ben Yahia, lo que confirma la calidad del juego al más alto nivel, rápidamente se convierte en el nuevo ídolo de fanes gracias a su versatilidad y su recuperación en los globos de tecnología.
En el de invierno de 2008, el Club Africain fichó al delantero Aymen Rhif del futuro deportivo de La Marsa. A los 22, el club campeón por duodécima vez en su historia, después de una victoria sobre el Esperance Sportive de Zarzis (2-1). En la temporada baja, completamos el sector defensivo formado por Mohamed Bachtobji, Mohamed Ali Gharzoul, Souissi Khaled, Werhane Hamdi, Zaalani Chokri, Hmam Helmi y Anis Amri, por no mencionar el tutor Adel Nefzi batiendo un récord de campeonato con 1.269 minutos de juego sin encajar un gol, a los 39 {e} ocho minutos del día 48 {minute} {e} de {22} {e} día.
Durante la temporada 2008-2009, el club no gana el campeonato, terminando en segundo lugar con la mejor defensa, pero con una histórica victoria en el derbi, el primero de marzo de 2009 contra la EST (3 - 0).

### Nuevas dificultades (2009-presente)
En 2009, el entrenador Pierre Lechantre toma el mando, pero los resultados no son para ir, tanto en la segunda fase del campeonato como la salida de la segunda ronda de la Liga de Campeones de la CAF.
En abril de 2010, el director de la oficina Lechantre reemplazado por Habib Mejri sino que se acumulan mal con el lanzamiento de Túnez semifinales de la Copa.
Durante la preparación de la temporada 2010-2011, el club está pasando por una crisis de su junta directiva después de la versión final de Kamel Idir. Si Jamel Atrous es preferido por los aficionados, Belhassen Trabelsi, hermano de la primera dama Ali Ben, negó el nombre debido a una disputa entre familias Trabelsi Atrous y alrededor de la concesión Isuzu. Tras el nombramiento de Atrous, es derrocado antes del inicio de la temporada y reemplazado por Cherif Bellamine, sin embargo, que disfrutó de unas vacaciones tranquilas, con el vicepresidente Balti Munir. Dos derrotas en los primeros tres partidos y otras pérdidas de conducir al club fuera de la carrera del campeonato y la copa incluso si gana la Copa de Campeones de África del Norte, la derrota contra el Esperance Sportive de Zarzis a El Menzah estadio durante la revolución tunecina y la presión de los fanes de despedir a Mrad Mahjoub entrenador, sustituyéndolo por Kais Yaakoubi y la renuncia de Balti (presidente del club en funciones) que llama a una asamblea general en la que se aclara la situación.
Después del vuelo y de la familia Trabelsi del presidente depuesto, Zine el-Abidine Ben Ali el 14 de enero de 2011, el Club de África celebra elecciones generales el 25 de febrero: Jamel Atrous es elegido Presidente y Vicepresidente Salah Mannai. Club Africain de Túnez es el primer equipo para celebrar una asamblea general electoral después de la revolución.

## Palmarés

### Torneos nacionales (29)
- Liga Tunecina (13) :

1947, 1948, 1964, 1967, 1973, 1974, 1979, 1980, 1990, 1992, 1996, 2008, 2015
- Copa de Túnez (13) :

1965, 1967, 1968, 1969, 1970, 1972, 1973, 1976, 1992, 1998, 2000, 2017, 2018
- Supercopa de Túnez (3) :

1968, 1970, 1979

### Torneos internacionales (2)
- Liga de Campeones de la CAF (1) : 1991
- Copa Afro-Asiática (1) : 1992

Torneos Internacionales Regionales (3)
- Liga de Campeones Árabe (1) : 1997
- Recopa Árabe (1) : 1995
- Recopa del Magreb (1) : 1971

## Participación en competiciones de la CAF
| Temporada | Torneo                            | Ronda            | Club                    | Local | Visita | Global       |          |          |
| --------- | --------------------------------- | ---------------- | ----------------------- | ----- | ------ | ------------ | -------- | -------- |
| 1990      | Recopa Africana                   | Primera Ronda    | RC Relizane             | 2-0   | 4-1    | 6-1          |          |          |
| 1990      | Recopa Africana                   | Segunda Ronda    | MAS Fez                 | 4-0   | 0-1    | 4-1          |          |          |
| 1990      | Recopa Africana                   | Cuartos de final | Hearts of Oak           | 2-0   | 0-2    | 2-2 (6:5 p.) |          |          |
| 1990      | Recopa Africana                   | Semifinales      | Al-Merrikh              | 1-0   | 0-1    | 1-1 (4:3 p.) |          |          |
| 1990      | Recopa Africana                   | Final            | BCC Lions               | 1-1   | 0-3    | 1-4          |          |          |
| 1991      | Copa Africana de Clubes Campeones | Primera Ronda    | Requins de l'Atlantique | 5-1   | 2-1    | 7-2          |          |          |
| 1991      | Copa Africana de Clubes Campeones | Segunda Ronda    | Djoliba AC              | 2-0   | 0-0    | 2-0          |          |          |
| 1991      | Copa Africana de Clubes Campeones | Cuartos de final | Wydad Casablanca        | 2-0   | 0-1    | 2-1          |          |          |
| 1991      | Copa Africana de Clubes Campeones | Semifinales      | Nkana Red Devils        | 3-0   | 1-4    | 4-4 (v.)     |          |          |
| 1991      | Copa Africana de Clubes Campeones | Final            | Nakivubo Villa          | 6-2   | 1-1    | 7-3          |          |          |
| 1992      | Copa Afroasiática                 | Final            | Al-Hilal                | 2-1   | 2-2    | 4-3          |          |          |
| 1992      | Copa Africana de Clubes Campeones | Primera Ronda    | Praia                   | 3-1   | 0-0    | 3-1          |          |          |
| 1992      | Copa Africana de Clubes Campeones | Segunda Ronda    | Primero de Agosto       | 3-0   | 0-2    | 3-2          |          |          |
| 1992      | Copa Africana de Clubes Campeones | Cuartos de final | Ismaily                 | 3-3   | 1-3    | 4-6          |          |          |
| 1993      | Copa Africana de Clubes Campeones | Primera Ronda    | LPRC Oilers             | dq1   | dq1    | dq1          |          |          |
| 1993      | Copa Africana de Clubes Campeones | Segunda Ronda    | Sogara                  | 2-2   | 0-1    | 2-3          |          |          |
| 1997      | Liga de Campeones de la CAF       | Primera Ronda    | Djoliba AC              | 3-2   | 1-1    | 4-3          |          |          |
| 1997      | Liga de Campeones de la CAF       | Segunda Ronda    | JS Saint-Pierroise      | 6-1   | 5-0    | 11-1         |          |          |
| 1997      | Liga de Campeones de la CAF       | Fase de grupos   | Goldfields              | 0-0   | 0-2    | 3º lugar     |          |          |
| 1997      | Liga de Campeones de la CAF       | Fase de grupos   | Zamalek                 | 2-0   | 0-2    | 3º lugar     |          |          |
| 1997      | Liga de Campeones de la CAF       | Fase de grupos   | Ferroviário de Maputo   | 1-0   | 0-0    | 3º lugar     |          |          |
| 1999      | Recopa Africana                   | Primera Ronda    | ASF Bobo-Dioulasso      | 3-0   | 1-0    | 4-0          |          |          |
| 1999      | Recopa Africana                   | Segunda Ronda    | Dynamo Douala           | 4-0   | 2-1    | 6-1          |          |          |
| 1999      | Recopa Africana                   | Cuartos de final | Power Dynamos           | 2-1   | 1-1    | 3-2          |          |          |
| 1999      | Recopa Africana                   | Semifinales      | Al-Masry Club           | 0-0   | 4-0    | 4-0          |          |          |
| 1999      | Recopa Africana                   | Final            | Africa Sports           | 1-1   | 0-1    | 1-2          |          |          |
| 2000      | Recopa Africana                   | Primera Ronda    | Mogas 90                | 3-1   | 0-0    | 3-1          |          |          |
| 2000      | Recopa Africana                   | Segunda Ronda    | Etoile du Congo         | 4-2   | 0-2    | 4-4 (v.)     |          |          |
| 2001      | Recopa Africana                   | Primera Ronda    | ASC Port Autonome       | 1-0   | 1-1    | 2-1          |          |          |
| 2001      | Recopa Africana                   | Segunda Ronda    | AS Saint-Luc            | 2-0   | 1-1    | 3-1          |          |          |
| 2001      | Recopa Africana                   | Cuartos de final | Zamalek                 | 3-1   | 0-1    | 3-2          |          |          |
| 2001      | Recopa Africana                   | Semifinales      | Kaizer Chiefs           | 0-1   | 0-2    | 0-3          |          |          |
| 2003      | Copa CAF                          | Primera Ronda    | Requins de l'Atlantique | 2-0   | 0-1    | 2-1          |          |          |
| 2003      | Copa CAF                          | Segunda Ronda    | JC Abidjan              | 6-0   | 0-2    | 6-2          |          |          |
| 2003      | Copa CAF                          | Cuartos de final | Green Buffaloes         | 4-1   | 1-1    | 5-2          |          |          |
| 2003      | Copa CAF                          | Semifinales      | Cotonsport Garoua       | 2-1   | 0-3    | 2-4          |          |          |
| 2004      | Copa Confederación de la CAF      | Primera Ronda    | Wallidan                | 0-0   | 1-1    | 1-1 (v.)     |          |          |
| 2004      | Copa Confederación de la CAF      | Segunda Ronda    | FAR Rabat               | 1-1   | 0-0    | 1-1 (v.)     |          |          |
| 2008      | Liga de Campeones de la CAF       | Ronda Preliminar | ASC Saloum              | 1-0   | 2-1    | 3-1          |          |          |
| 2008      | Liga de Campeones de la CAF       | Primera Ronda    | ASKO Kara               | 4-0   | 0-2    | 4-2          |          |          |
| 2008      | Liga de Campeones de la CAF       | Segunda Ronda    | Enyimba                 | 2-1   | 1-5    | 3-6          |          |          |
| 2008      | Copa Confederación de la CAF      | Tercera Ronda    | Djoliba AC              | 0-0   | 0-0    | 0-0 (5:3 p.) |          |          |
| 2008      | Copa Confederación de la CAF      | Fase de grupos   | Haras El Hodood         | 1-1   | 1-2    | 3º lugar     |          |          |
| 2008      | Copa Confederación de la CAF      | Fase de grupos   | Sfaxien                 | 0-0   | 0-2    | 3º lugar     |          |          |
| 2008      | Copa Confederación de la CAF      | Fase de grupos   | Interclube              | 3-0   | 2-1    | 3º lugar     |          |          |
| 2009      | Liga de Campeones de la CAF       | Ronda Preliminar | SC Bafatá               | w.o.2 | w.o.2  | w.o.2        |          |          |
| 2009      | Liga de Campeones de la CAF       | Primera Ronda    | Djoliba AC              | 1-2   | 1-0    | 2-2 (v.)     |          |          |
| 2010      | Liga de Campeones de la CAF       | Ronda Preliminar | Sahel                   | 1-0   | 1-2    | 2-2 (v.)     |          |          |
| 2010      | Liga de Campeones de la CAF       | Primera Ronda    | JS Kabylie              | 1-1   | 0-1    | 1-2          |          |          |
| 2011      | Liga de Campeones de la CAF       | Ronda Preliminar | APR FC                  | 4-0   | 2-2    | 6-2          |          |          |
| 2011      | Liga de Campeones de la CAF       | Primera Ronda    | Zamalek                 | 4-2   | w.o.3  | 4-2          |          |          |
| 2011      | Liga de Campeones de la CAF       | Segunda Ronda    | Al-Hilal Omdurmán       | w.o.4 | 0-1    | 0-1          |          |          |
| 2011      | Copa Confederación de la CAF      | Tercera Ronda    | Sofapaka                | 3-0   | 1-3    | 4-3          |          |          |
| 2011      | Copa Confederación de la CAF      | Fase de grupos   | ASEC Mimosas            | 1-0   | 1-1    | 1º lugar     |          |          |
| 2011      | Copa Confederación de la CAF      | Fase de grupos   | Interclube              | 2-0   | 1-2    | 1º lugar     |          |          |
| 2011      | Copa Confederación de la CAF      | Fase de grupos   | Kaduna United           | 0-0   | 1-0    | 1º lugar     |          |          |
| 2011      | Copa Confederación de la CAF      | Semifinales      | Sunshine Stars          | 0-0   | 1-0    | 1-0          |          |          |
| 2011      | Copa Confederación de la CAF      | Final            | MAS Fez                 | 1-0   | 0-1    | 1-1 (5:6 p.) |          |          |
| 2012      | Copa Confederación de la CAF      | Primera Ronda    | Saint-George SA         | 2-0   | 1-1    | 3-1          |          |          |
| 2012      | Copa Confederación de la CAF      | Segunda Ronda    | Royal Leopards          | 4-2   | 1-0    | 5-2          |          |          |
| 2012      | Copa Confederación de la CAF      | Tercera Ronda    | Djoliba AC              | 2-0   | 0-2    | 2-2 (3:4 p.) |          |          |
| 2016      | Liga de Campeones de la CAF       | Ronda Preliminar | AS Tanda                | 2-0   | 0-0    | 2-0          |          |          |
| 2016      | Liga de Campeones de la CAF       | Primera Ronda    | MO Béjaïa               | 1-0   | 0-2    | 1-2          |          |          |
| 2017      | Copa Confederación de la CAF      | Primera Ronda    | RSLAF                   | 9-1   | w.o.5  | 9-1          |          |          |
| 2017      | Copa Confederación de la CAF      | Segunda Ronda    | AS Port-Louis 2000      | 4-2   | 2-1    | 6-3          |          |          |
| 2017      | Copa Confederación de la CAF      | Fase de grupos   | FUS Rabat               | 2-1   | 1-2    | 1º lugar     | 1º lugar | 1º lugar |
| 2017      | Copa Confederación de la CAF      | Fase de grupos   | Kampla Capital City     | 4-0   | 1-2    |              |          |          |
| 2017      | Copa Confederación de la CAF      | Fase de grupos   | Rivers United           | 3-1   | 2-0    |              |          |          |
| 2017      | Copa Confederación de la CAF      | Cuartos de final | MC Alger                | 2-0   | 0-1    | 2-1          |          |          |
| 2017      | Copa Confederación de la CAF      | Semifinales      | Supersport United       | 1-3   | 1-1    | 2-4          |          |          |
| 2018      | Copa Confederación de la CAF      | Primera Ronda    | RS Berkane              | 0-1   | 1-3    | 1-4          |          |          |
| 2018-19   | Liga de Campeones de la CAF       | Ronda Preliminar | APR FC                  | 3-1   | 0-0    | 3-1          |          |          |
| 2018-19   | Liga de Campeones de la CAF       | Primera Ronda    | Al-Hilal Omdurmán       | 3-1   | 0-1    | 3-2          |          |          |
| 2018-19   | Liga de Campeones de la CAF       | Fase de grupos   | Mazembe                 | 0-0   | 0-8    | 3º lugar     |          |          |
| 2018-19   | Liga de Campeones de la CAF       | Fase de grupos   | Constantine             | 0-1   | 1-0    | 3º lugar     |          |          |
| 2018-19   | Liga de Campeones de la CAF       | Fase de grupos   | Ismaily                 | 3-06  | 1-0    | 3º lugar     |          |          |

1- LPRC Oilers fue descalificado.

2- SC Bafatá abandonó el torneo.

3- El partido de vuelta quedó nulo debido a que los aficionados del Zamalek egipcio invadieron el terreno de juego en el minuto 95 cuando el Club Africain ganaba 5–4 en el marcador global.

4- El partido de vuelta quedó nulo debido a que los aficionados del Club Africain invadieron el terreno de juego en el minuto 81 con empate, 1–1 (Al-Hilal vencía 2–1 en el marcador global).

5- RSLAF abandonó el torneo antes de jugar el partido de vuelta.

6- Ismaily SC abandonó el partido por la conducta agresiva de los aficionados, otorgando la victoria al Club Africain 3-0 (el partido iba con ventaja 2-1 para el Club Africain al minuto 83).